# نای الراعی
نای الراعی (عربی: ناي الراعي) روزنامه‌نگار، پژوهشگر، کنشگر و مدافع حقوق زنان اهل شهر بیروت لبنان است.
در سال ۲۰۱۶ نام وی به عنوان یکی از ۱۳ زن تاثیرگذار جهان عرب، در فهرست ۱۰۰ زن بی‌بی‌سی قرار گرفت.